# Peter Westenra
Peter Westenra († 1693) war ein irischer Politiker.
Peter Westenra war der Sohn von Derrick Westenra. 1682 heiratete er Sarah Bligh. Die Ehe blieb kinderlos. 1692 wurde er als Abgeordneter für Athboy in das Irish House of Commons gewählt. Er starb 1693 und hinterließ seinen Besitz an seinen Cousin ersten Grades Henry Westenra. Sowohl dieser, als auch dessen Sohn Warner Westenra gehörten später ebenfalls dem Irish House of Commons an.